# Marian Szczurowski
Marian Szczurowski (ur. 1863 w Podgórzu-Krakowie, zm. 27 lutego 1929 w Krakowie) — polski malarz.

## Życiorys
Niewiele zachowało się wiadomość o jego życiu. Z nekrologu wiemy, że zmarł w 66 roku życia. Urodził się w podkrakowskim Podgórzu. W latach 1876–84 i 1887-88 zdobywał wiedzę Szkole Sztuk Pięknych w Krakowie, należał do uczniów Jana Matejki. Skupiał się na malarstwie religijnym, zachowało się kilka obrazów o tematyce wiejskiej oraz parę portretów i jeden o tematyce historycznej — "Tryptyk grunwaldzki" z 1910.

## Twórczość
Związany był z Małopolską i jego obrazy znajdują w tym rejonie w kościołach i klasztorach.

### Kraków
- „Brat Albert wśród ubogich” - klasztor sióstr albertynek,
- „Św. Teresa od Dzieciątka Jezus” - kościół misjonarzy pw. Nawrócenia św. Pawła,
- „Głowa Chrystusa” z 1925 -  pw. Św. Wincentego à Paulo,
- „Św. Józef z Dzieciątkiem na tle panoramy Krakowa” z 1908 - kościół św. Józefa w Podgórzu,
- „Św. Jan Boży” - klasztor bonifratrów,
- „Głowa Chrystusa” - klasztor franciszkanów.

### Małopolska i okolice
W 1910 Marian Szczurowski wykonał wystrój malarski kościoła w Trzemeśni, obrazy do trzech ołtarzy:
- „Św. Antoni Padewski”,
- „Św. Augustyn”,
- „Św. Katarzyna Aleksandryjska”,
- „Św. Józef z Dzieciątkiem”,
- „Św. Sebastian”,
- „Matka Boska Różańcowa ze św. Dominikiem i św. Katarzyną Sieneńską”,

Na ścianach i na stropie:
- „Św. Jakub z aniołem”,
- „Św. Izydor Oracz”,
- „Św. Stanisław Kostka”,
- „Św. Kazimierz Jagiellończyk”,
- „Św. Stanisław z Piotrowinem”,
- „Św. Jan Kanty”,
- „Św. Klemens”,
- „Dawid”

Prace malarskie w kościele w Kozłowie k.Miechowa polichromia z przedstawieniem:
- Wniebowzięcia wg Murilla
- św. Alojzego Gonzagi,
- św. Stanisława Kostki,
- św. Kazimierza
- św. Antoniego Padewskiego
- Dawid
- św. Cecylia

Obrazy do ołtarzy:
- „Przemienienie Pańskie” - wg Rafaela,
- „Św. Izydor Oracz”,

Obrazy do kościołów:
- „Najświętsze Serce Jezusa”, kościół w Gdowie,
- „Matka Boska przekazująca szkaplerz św. Szymonowi Stockowi” ok. 1920 kościół w Zembrzycach,
- „Św. Franciszek obejmujący Chrystusa na krzyżu”, wg Murilla, - kościół w Ślemieniu,
- „Pietà” - w kościele w Wierzchosławicach,
- „Św. Stanisław Kostka” i „Św. Alojzy Gonzaga” w 1900 do kościoła w Jangrocie,
- kopia obrazu Matki Boskiej Pocieszenia w Górce Duchownej,